# کوساتیتسا
کوساتیتسا (به صربی: Kosatica) یک منطقهٔ مسکونی در صربستان است که در پریژپولجه واقع شده‌است. کوساتیتسا ۳۵۳ نفر جمعیت دارد.